# سيارات تويوتا الاختبارية (1970-1979)

## إي إكس-7
كان طراز إي إكس-7 اختبارياً وتم عرضه للمرة الأولى بمعرض طوكيو للسيارات عام 1970م. يعتبر هذا الطراز تجربة وهذا مايرمز إليه (EX) اختصاراً لكلمة (Experiment) ورقم (7) يرمز لتويوتا 7 لتبين كيف ستكون السيارة الخارقة المبنية على طراز 7.
كان محرك السيارة وسطياً سعته 5 لترات مثل محرك تويوتا 7 إلا أن طراز إي إكس-7 لم يمتلك أي شواحن طوربينية. بلغت قوة محرك تويوتا 7 800 حصان بينما تم تقليل قوة طراز إي إكس-7 إلى 450 حصان للاستخدام على الطرق. كان ناقل الحركة مكوناً من علبة سرعات يدوية. كما تم استخدام الأقراص المهواة على الإطارات الأمامية والخلفية.
كان تصميم السيارة الخارجي مشابهاً لتصميم السيارات الخارقة في ذاك الوقت كطراز مرسيدس بنز سي111. تميزت بمقدمتها الطويلة التي اندمجت لتكون الزجاج الأمامي وبمؤخرة مرتفعة التي انتهت بقطع رأسي في نهاية السيارة. كان شكل الأبواب يشبه أبواب جناح النورس التقليدية إلا أن المفصلات كانت الجزء الخلفي من السقف وليس في المنتصف كما المعتاد والأبواب كانت تفتح للخلف.

## إليكترونيكس كار
تم عرض نسخة معدلة من طراز كورونا في معرض طوكيو للسيارات عام 1970 تحت اسم إليكترونيكس كار. كانت معتمدة على طراز كورونا 1700 إس إل ذات السقف الصلب إلا أنها زودت بنظام حقن الوقود الإليكتروني ،نظام المكابح المانع للانغلاق ،ناقل حركة آلي إليكتروني،وسادات هوائية ،شاشة عرض ومثبت سرعة.
لم يتم إنتاج السيارة إلا أن الكثير من أجزائها تم إنتاجه في طرازات أخرى لاحقة.

## إس في-1
كان طراز إس في-1 اختبارياً وتم عرضه للمرة الأولى بمعرض طوكيو للسيارات عام 1971م. كان هذا الطراز هو النموذج الأولي لطراز سيليكا ليفتباك التي تم تقديمها في إبريل عام 1973.
تم بناء النموذج على هيكل (تي أ 22 جي تي) هو الهيكل نفسه الذي صنع مسبقاً في مايو من العام ذاته لطراز سيليكا تي أ 22 جي تي كوبيه. كما تم استخدام المحرك نفسه سعة 1600 سم3. تشابه الطرازان في المقدمة والمقصورة الداخلية ماعدا في بعض أجزاء المقاعد. تم استخدام وحدات رفع الزجاج الكهربائية (اختيارية إلا أنها كانت نادرة في طراز سيليكا) ،ولم يتم تزويد طراز سيليكا تي أ 22 جي تي بمكيف هواء.
تم وضع كونسول بين المقعدين الخلفيين ويتم ربط أحزمة الأمان بهما طالما أنهم لا يستخدمان. كان مكان الإطار الاحتياطي عمودياً في آخر حقيبة السيارة (تحت غطاء الحماية). امتلك الطراز فتحة خزان الوقود خلفية مثل طرازات الكوبيه الأولية. غيرت تويوتا وضع فتحة الخزان الخاصة بطراز سيليكا من الخلفية إلى الجانبية في منتصف عام 1972م، لذا جميع الطرازات المنتجة من سيليكا ليفتباك امتلكت فتحة خزان وقود في الربع الأيسر الخلفي من المركبة مزوداً بغطاء رفرف.
كان زجاج الباب الخلفي أكبر من زجاج نسخة الإنتاج كما تم استخدام مخرج عادم مزدوج بينما في النسخة المنتجة تم استخدام مخرج أحادي. وتم استخدام هوائي كهربائي في الجزء الأيسر الخلفي من السيارة بينما في طراز الإنتاج تم استخدام الهوائي على الجزء الأمامي الأيسر من السيارة.

## مارينيتا
كان طراز مارينيتا عبارة عن مقطورة صغيرة اختبارية تم عرضه للمرة الأولى بمعرض طوكيو للسيارات عام 1971م خلف طراز آر في-1 الاختباري.
تكون النصف السفلي من مقطورة صغيرة ذات محور أحادي تقليدي مصنوعة من الفيبر جلاس. تم وضع خيمة قابلة للنفخ أثناء العرض بجانب المركبة وأخرى موضوعة بداخلها. كان النصف العلوي عبارة عن قارب صغير موضوع رأساً على عقب مع شكل النصف السفلي الذي يكمل شكل القارب عند حواف التقائهما. كان الطلاء الخارجي أبيضاً مع خط أسود ،أما الداخلي فكان باللون البرتقالي اللامع.

## آر في-1
كان طراز آر في-1 واجن ذو البابين اختبارياً وتم عرضه للمرة الأولى بمعرض طوكيو للسيارات عام 1971م.
اعتمد هذا الطراز على طراز سيليكا واحتوت مقدمة هذا الطراز على أركان عمودية بدلاً من مصابيح إشارات سيليكا المائلة المعتادة، كما كان غطاء المحرك ممتداً ليوافق ذلك. تم استخدام شبكة أمامية غير معتادة ذات فتحات كبيرة دائرية بدلاً من الفتحات السداسية أو الشرائح المعتادة. ظلت النوافذ والأبواب الأمامية ذاتها كطراز سيليكا بينما امتد خط السقف ليغطي مقاعد الركاب الخلفية ليكمل بعد ذلك كعامود رفيع حتى نهاية السيارة. تم تركيب نوافذ جناح النورس ذات مفصلات مركزية على جانبي العامود لتكمل السقف نزولاً إلى جانبي السيارة. تم تركيب قضبان تدعيم متكاملة لتكمل المؤخرة ولحمل نهاية عامود السقف. تم عرض المصابيح والإشارات الخلفية خلال عدة فتحات دائرية في مؤخرة السيارة. احتوى الصادم الخلفي على فتحات على عكس سيليكا لتحوي العواكس الحمراء ومصابيح الرجوع للخلف. كان الباب الخلفي بعرض متر واحتوى على نافذة بدون إطار تمركز في منتصف المؤخرة. تم نقل الجزء الوسطي من الصادم الخلفي للباب الخلفي بدلاً من تثبيته بجسم السيارة.
تم تثبيت قضيبان ليتم عرضها مع طراز مارينيتا. لم يتم إنتاج هذا الطراز أبداً على عكس طراز تويوتا إس في-1.

## مارينيتا 10
كان طراز مارينيتا 10 عبارة عن مقطورة صغيرة اختبارية تم عرضه للمرة الأولى بمعرض طوكيو للسيارات عام 1973م خلف طراز كورونا هاردتوب في خلفية شاطئ ورمال ونخيل.
كان هذا الطراز مشابها جداً لطراز مارينيتا 1971 الاختباري. لم تتغير الأجزاء الخارجية المصنوعة من الفيبر جلاس، لكن النصف السفلي تغير داخلياً لتصبح شبيةً بمقطورة سفر منبثقة. عندما يتم إزالة النصف ذو القارب يصبح بالإمكان فرد سرائر للخارج على الجانبين الأيمن والأيسر، كما تم تركيب إطار يفرد للخارج مغطى بالقماش. بلغ وزن المقطورة 300 كجم لذا تم استخدام مكابح هيدروليكية تستمد الطاقة من قصور المقطورة نفسها عندما تتباطأ المركبة. كان الطلاء الخارجي باللون الأبيض مع خطوط برتقالية بطول القارب العلوي مع كلمة مارينيتا 10 (Marinetta 10) باللون الأبيض بداخل الخط (ستكون مقلوبة عند استخدام القارب).

## وصلات خارجية
- طرازات تويوتا الاختبارية
- طرازات تويوتا الاختبارية 2